# Cmentarz mariawicki w Żarnówce
Cmentarz mariawicki w Żarnówce – założony na początku XX wieku, cmentarz Kościoła Starokatolickiego Mariawitów położony w Żarnówce, na terenie parafii mariawickiej w Żarnówce.

## Historia
Parafia Kościoła Starokatolickiego Mariawitów w Żarnówce wyłoniła się z parafii rzymskokatolickiej w Grębkowie. W 1906 po prześladowaniach mariawitów życie liturgiczne przeniosło się z Grębkowa do Żarnówki. W tej samej miejscowości obok nowo wybudowanego kościoła zorganizowano cmentarz grzebalny.
12 lipca 2015 roku na cmentarzu dokonano uroczystego poświęcenia pomnika kapłana Franciszka Marii Anioła Miazgi oraz krzyża na cmentarzu.